# Tam An, Long Đất
Tam An là một xã thuộc huyện Long Đất, tỉnh Bà Rịa – Vũng Tàu, Việt Nam.

## Địa lý

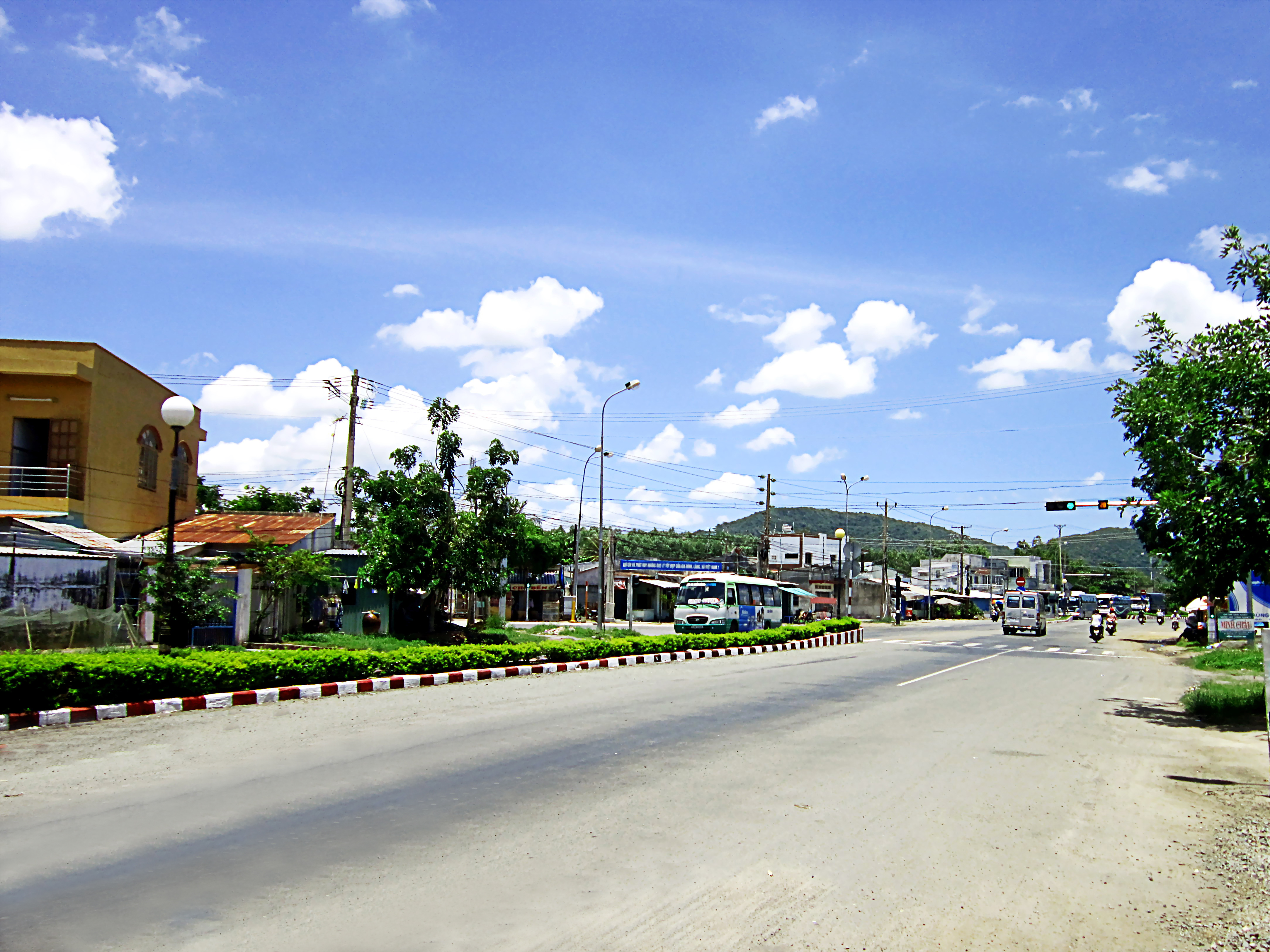
Ngã ba Chợ Bến

Xã Tam An nằm ở trung tâm huyện Long Đất, có vị trí địa lý:
- Phía đông giáp các thị trấn Đất Đỏ và Phước Hải
- Phía tây giáp thành phố Vũng Tàu
- Phía nam giáp xã Phước Hưng
- Phía bắc giáp thị trấn Long Điền và xã Long Tân.

Xã Tam An có diện tích 37,12 km², dân số năm 2023 là 22.633 người, mật độ dân số đạt 609 người/km².

## Hành chính
Xã Tam An được chia thành 14 ấp: An Bình, An Lộc, An Hòa An Nhứt, An Hòa An Ngãi, An Lạc, An Phước, An Thạnh, Đồng Trung, Phước Bình, Phước Hưng, Phước Lăng, Phước Nghĩa, Phước Trinh, Phước Trung.

## Lịch sử
Năm 1698, xã Tam An ngày nay thuộc một phần của tổng Phước An, huyện Phước Long, trấn Biên Hòa, phủ Gia Định.
Năm 1808, xã Tam An ngày nay thuộc một phần của tổng Phước Hưng và tổng An Phú, huyện Phước An, phủ Phước Long, trấn Biên Hòa, thành Gia Định.
Năm 1816, xã Tam An ngày nay thuộc các thôn: Long Trinh, Phước Liễu thuộc tổng Phước Hưng và các thôn: An Nhứt, Hắc Lăng, Hưng Long và Long Thạnh,... thuộc tổng An Phú.
Năm 1836, xã Tam An ngày nay gồm các thôn An Thới, Phước Hưng Đông, Phước Liễu, Phước Trinh thuộc tổng Phước Hưng Thượng; và các thôn An Nhứt, An Ngãi, Hắc Lăng, Hưng Long và Long Thạnh thuộc tổng An Phú Thượng thuộc huyện Phước An, phủ Phước Long, tỉnh Biên Hòa.
Năm 1837, xã Tam An ngày nay thuộc huyện Phước An, phủ Phước Tuy, tỉnh Biên Hòa.
Ngày 1 tháng 7 năm 1862, thành lập thôn Phước Hưng từ thuộc tổng Phước Hưng Thường từ các thôn Phước Hưng Đông, Phước Trinh và Hưng Long. Địa bàn xã Tam An ngày nay gồm các thôn An Thới, Phước Hưng và Phước Liễu thuộc tổng Phước Hưng Thượng; và các thôn An Nhứt, An Ngãi, Hắc Lăng, và Long Thạnh thuộc tổng An Phú Thượng.
Ngày 7 tháng 6 năm 1865, thành lập thôn Phước Trinh thuộc tổng Phước Hưng Thượng từ ấp Phước Trinh của thôn Phước Hưng cùng tổng. Địa bàn xã Tam An ngày nay gồm các thôn An Thới, Phước Hưng, Phước Liễu, và Phước Trinh thuộc tổng Phước Hưng Thượng; và các thôn An Nhứt, An Ngãi, Hắc Lăng, và Long Thạnh thuộc tổng An Phú Thượng.
Ngày 22 tháng 12 năm 1919, thành lập làng Phước An từ hai làng Phước Liễu và An Thới vừa giải thể. Địa bàn xã Tam An ngày nay gồm các thôn Phước An, Phước Hưng, Phước Trinh thuộc tổng Phước Hưng Thượng và các thôn An Nhứt, An Ngãi, Hắc Lăng, Long Thạnh thuộc tổng An Phú Thượng.
Ngày 29 tháng 11 năm 1923, sáp nhập làng Long Hải thuộc tổng An Phú Thượng vào làng Long Thạnh cùng tổng.
Ngày 5 tháng 7 năm 1928, thành lập quận Châu Thành dưới quyền một Đốc phủ sứ, gồm các tổng: An Phú Tân, An Phú Thượng, An Phú Hạ, Cơ Trạch với 35 làng. Tổng An Phú Thượng gồm có 6 làng: An Ngãi, An Nhứt, Hắc Lăng, Long Điền, Long Thạnh, Phước Tỉnh.
Ngày 10 tháng 10 năm 1931, tái lập làng Long Hải thuộc tổng An Phú Thượng từ làng Long Thạnh.
- Tổng Phước Hưng Thượng thuộc quận Xuyên Mộc gồm có 7 làng: Hội Mỹ, Long Mỹ, Lộc An, Phước An, Phước Hải, Phước Hưng, Phước Trinh. Quận Xuyên Mộc gồm có 3 tổng và 24 làng.
- Tổng An Phú Thượng thuộc quận Châu Thành gồm có 7 làng: An Ngãi, An Nhứt, Hắc Lăng, Long Điền, Long Hải, Long Thạnh, Phước Tỉnh. Quận Châu Thành gồm có 4 tổng và 36 làng.

Ngày 27 tháng 11 năm 1934, thành lập làng Tam Phước thuộc tổng Phước Hưng Thượng từ ba làng Phước An, Phước Hưng, Phước Trinh. Tổng Phước Hưng Thượng còn lại 5 làng: Hội Mỹ, Long Mỹ, Lộc An, Phước Hải, Tam Phước. Địa bàn xã Tam An ngày nay gồm thôn Tam Phước thuộc tổng Phước Hưng Thượng và các thôn An Nhứt, An Ngãi, Hắc Lăng, Long Thạnh thuộc tổng An Phú Thượng.

### Giai đoạn 1945 - 1975
Năm 1956, thành lập tỉnh Phước Tuy từ tỉnh Bà Rịa và Tỉnh Vũng Tàu, sáp nhập làng Hắc Lăng vào làng Tam Phước và sáp nhập làng Long Thạnh vào làng An Ngãi. Địa bàn xã Tam An ngày nay gồm các xã An Ngãi, An Nhứt và Tam Phước thuộc tổng An Phú Thượng, quận Long Điền, tỉnh Phước Tuy.
Năm 1975, xã Tam An ngày nay thuộc xã An Ngãi và xã Tam An, huyện Long Đất, tỉnh Đồng Nai.
Năm 1990, xã Tam An ngày nay thuộc xã An Ngãi và xã Tam An, huyện Long Đất, tỉnh Bà Rịa – Vũng Tàu.
Năm 1999, chia xã Tam An thành hai xã An Nhứt và Tam Phước.
Ngày 24 tháng 10 năm 2024, Ủy ban Thường vụ Quốc hội ban hành Nghị quyết số 1256/NQ-UBTVQH15 về việc sắp xếp đơn vị hành chính cấp huyện, cấp xã của tỉnh Bà Rịa – Vũng Tàu giai đoạn 2023 – 2025 (nghị quyết có hiệu lực từ ngày 1 tháng 1 năm 2025). Theo đó, thành lập xã Tam An thuộc huyện Long Đất trên cơ sở toàn bộ 5,98 km² diện tích tự nhiên, quy mô dân số là 4.706 người của xã An Nhứt; toàn bộ 17,39 km² diện tích tự nhiên, quy mô dân số là 9.457 người của xã An Ngãi và toàn bộ 13,75 km² diện tích tự nhiên, quy mô dân số là 8.470 người của xã Tam Phước.
Xã Tam An có 37,12 km² diện tích tự nhiên và quy mô dân số là 22.633 người.

## Văn hóa
- Đình thần: An Ngãi, Long Thạnh, An Nhứt, Hắc Lăng (di tích cấp tỉnh), Phước An, Phước Hưng, Phạm Quới Công.
- Miễu bà: Cây Trường, An Cao Lầu, Đá Giăng, Tam Vì, An Nhứt.
- Chùa: An Hòa, An Linh, Long An, Bảo An, Đông Phương, Châu Hưng, Long Hòa (di tích cấp tỉnh), Giác Đế, Bửu Quang, Thiên Thai (di tích cấp tỉnh), Thiên Bửu Tháp, Thiên Khánh, Thiên Bửu, Phước Linh, Sắc Tứ Vạn An Phước Trinh, Kim Sơn Tự, Hưng Long, An Long, An Bửu.
- Nhà thờ: Giáo điểm Tam Phước.
- Thánh thất: Thánh thất An Nhứt.
- Thắng cảnh: Núi Dinh Cố, Núi Chân Tiên, cánh đồng lúa, cánh đồng ruộng muối,....

### Ẩm thực
- Làng nghề truyền thống bánh tráng An Ngãi.
- Làng nghề truyền thống ruộng muối An Ngãi.[4].
- Bánh hỏi An Nhứt.
- Chợ quê An Nhứt.